# Музикант
Музика́нт се нарича човек, който изпълнява, композира или аранжира музика на професионално ниво. Музикантите могат да бъдат:
- композитори
- певци (наричани още вокалисти)
- изпълнители на различни музикални инструменти
- оркестранти
- диригенти
- аранжори
- продуцент
- музикален оформител
- музикален редактор
- музиковед

С развитието на историята на музиката образът на музиканта се променя драстично.